# Tokyo Tales
Tokyo Tales (срп. Приче из Токија), је први лајв албум немачког пауер метал бенда Блајнд гардијан. Албум је објављен 22. марта 1993. године, али је ремастеризован и реиздат 15. јуна 2007. године, са бонус песмама са јапанског издања.

## Песме
1. "Inquisition" – 0:47
2. "Banish from Sanctuary" – 6:03
3. "Journey Through the Dark" – 5:12
4. "Traveler in Time" – 6:32
5. "The Quest for Tanelorn" – 6:03
6. "Goodbye My Friend" – 6:28
7. "Time What is Time" – 6:42
8. "Majesty" – 7:48
9. "Valhalla" – 6:08
10. "Welcome to Dying" – 5:56
11. "Lost in the Twilight Hall" – 7:26
12. "Barbara Ann" – 2:56

- бонус песма са јапанског издања

11. "Lord of the Rings" (Јапански бонус)
Напомена: Реиздање из 2007. има песму "Lord of the Rings" која заузима 11. позицију док су песме "Lost in the Twilight Hall" и "Barbara Ann" померене на 12. и 13. позицију на албуму.

## Састав

### Бенд
- Ханси Кирш – вокал и бас-гитара
- Андре Олбрих – соло-гитара и помоћни вокал
- Маркус Зипен – ритам-гитара и помоћни вокал
- Томен Штаух – бубњеви

### Гостујући музичари
- Марк Зи - клавијатура и помоћни вокали